# We're Not Married!
We're Not Married! is een Amerikaanse anthologiefilm uit 1952 onder regie van Edmund Goulding, naar een scenario van Nunnally Johnson. De romantische komedie, die in Nederland werd uitgebracht onder de titel Zo zijn we niet getrouwd, behandelt vijf korte verhalen waarin getrouwde stellen tot ontdekking komen dat hun huwelijk ongeldig is.

## Verhaal
Direct nadat de oude heer Bush op kerstavond is benoemd tot trouwambtenaar, begint hij met het afleggen van huwelijken. Tot grote schok blijkt later echter dat hij pas per januari is bevoegd, hetgeen betekent dat de huwelijken die hij voor 1 januari heeft voltrokken ongeldig zijn. Om een groot schandaal te voorkomen besluit hij de gedupeerden persoonlijk op te zoeken en het stilletjes af te handelen. Het eerste koppel dat hij opzoekt is Steve en Ramona Gladwyn, twee radioberoemdheden wiens huwelijk groot onderdeel is van hun imago. Het duo kan elkaar in werkelijkheid niet uitstaan, maar houden de schijn hoog omwille hun werk.
Het tweede koppel is Jeff en Annabel Norris: zij zeer druk sinds ze onlangs is bekroond in een missverkiezing voor getrouwde vrouwen; hij is het zat dat hij de enige is die de zorg van hun kind op zich neemt. Wanneer hij tot de ontdekking komt dat ze niet zijn getrouwd is Jeff opgelucht: Annabel zal, zo denkt hij, haar titel moeten opgeven en kan zich daarna weer volop concentreren op haar rol als zijn echtgenote. Het koppel raakt opnieuw op elkaar verliefd: hij doet een huwelijksaanzoek en steunt haar volop in haar deelname aan een schoonheidswedstrijd.
Het derde koppel is Hector en Katie Woodruff: toen zij met elkaar trouwden waren ze zeer intiem met elkaar, maar tegenwoordig hebben ze elkaar niets meer te vertellen. Nadat Hector op de hoogte wordt gesteld van de huwelijkssituatie, besluit hij zijn mond stevig dicht te houden. Het vierde koppel is Freddie en Eve Melrose: hij is een rijke oliemagnaat en zij een golddigger die uit is op zijn fortuin. Ze heeft een list bedacht om hem vals te beschuldigen van overspel zodat ze kan scheiden en er met de helft van zijn vermogen vandoor te gaan. Het nieuws van de heer Bush komt voor Freddie net op tijd en tot grote opluchting. 
Het laatste koppel is Willie en Patsy Fisher: hij is een jonge soldaat die op missie naar Hawaï wordt gestuurd. Omdat zij reeds zwanger is, is het voor hem zeer belangrijk dat ze alsnog met elkaar zullen trouwen. Om dit te bewerkstelligen deserteert hij zelf, maar voordat hij met Patsy kan trouwen wordt hij opgepakt en alsnog per boot naar Hawaï gestuurd. Een medepassagier leeft mee met het koppel en zorgt ervoor dat ze alsnog per radio elkaar het ja-woord kunnen geven.

## Rolverdeling
| Acteur         | Personage              |
| -------------- | ---------------------- |
| Ginger Rogers  | Ramona Gladwyn         |
| Fred Allen     | Steve Gladwyn          |
| Victor Moore   | Melvin Bush            |
| Marilyn Monroe | Annabel Jones Norris   |
| David Wayne    | Jeff Norris            |
| Eve Arden      | Katie Woodruff         |
| Paul Douglas   | Hector Woodruff        |
| Eddie Bracken  | Willie Fisher          |
| Mitzi Gaynor   | Patsy Fisher           |
| Louis Calhern  | Freddie Melrose        |
| Zsa Zsa Gábor  | Eve Melrose            |
| James Gleason  | Duffy                  |
| Paul Stewart   | Advocaat Stone         |
| Jane Darwell   | Mevrouw Bush           |
| Lee Marvin     | Pinky                  |
| Gloria Talbott | Meisje in droomsegment |

## Productie
Aanvankelijk zou er ook het verhaal van een zesde huwelijkskoppel worden verteld: de scènes zijn zelfs opgenomen met Hope Emerson en Walter Brennan als het echtpaar, maar werd om onbekende redenen geknipt uit de film. Tallulah Bankhead werd overwogen voor de rol van Ramona Gladwyn.
De draaiperiode was december 1951 tot en met januari 1952.
Toneelschrijver J.B. Priestly klaagde de filmstudio in augustus 1952 aan omdat de film te veel gemeen zou hebben met zijn toneelstuk When We Are Married. Hij trok zijn aanklacht na korte tijd weer in.

## Ontvangst
De film werd overwegend positief ontvangen door de Nederlandse pers. Recensent van Het Vrije Volk was positief over het spel van Ginger Rogers, Paul Douglas, Eve Arden en Louis Calhern en schreef over de film: "We're Not Married! laat u van begin tot eind glimlachen om de humor en soms zelfs om het tikje ironie die Gina Kaus en Jay Dratler hebben gelegd in [het] verhaal." Recensent van Het Parool noemde het een "geslaagde kettingcomedie" en schreef dat het plot met Louis Calhern en Zsa Zsa Gábor "het meest ingenieus" is. De criticus van De Waarheid was minder enthousiast: "Ondanks het goede spel van Ginger Rogers en anderen onder regie van E. Goulding, komt de film niet boven het peil middelmatig uit."